# René Besson
René Besson (* 13. Januar 1933 in Basel; † 14. Dezember 2001 in Allschwil bei Basel) war ein Schweizer Schauspieler.

## Werdegang
Ein erstes Engagement erhielt er in der Spielzeit 1955/56 am Stadttheater Basel. 1957 bis 1961 war er an der Komödie Basel tätig. Später wurde er freischaffender Schauspieler. Auftritte hatte er am Bernhard-Theater Zürich und über 30 Jahre im Ensemble des Fauteuils und Tabourettli der Familie Rasser am Spalenberg in Basel. Seine wohl bekannteste Rolle war der Misli in Alfred Rassers «HD Läppli».
Einem Fernsehpublikum bekannt wurde er als Lockvogel in der ARD-Fernsehsendung Verstehen Sie Spass?
Auch spielte er den Wirt in der Fernsehserie Die Fallers. 1997 war er Mitbegründer des Senioren-Theaters an seinem langjährigen Wohnort Allschwil, wo er 2001 an Herzversagen starb. Er wurde auf dem dortigen Friedhof beigesetzt.